# Caslon
Caslon is de naam van een familie van lettertypen met schreef die door William Caslon (1692 - 1766) zijn ontworpen. Zijn vroegste ontwerpen dateren van 1734. Caslon wordt vaak aangehaald als het eerste originele lettertype van Engelse oorsprong maar vooraanstaande typehistorici, zoals: Stanley Morison en Alfred F. Johnson een historicus werkzaam bij het British Museum, wijzen op de grote overeenkomsten van het ontwerp van Caslon met Nederlandse typen. Caslon deelt het onregelmatige kenmerk van Venetiaanse en Nederlandse barokke lettertypes.
De Caslon lettertypes werden verspreid in het Britse Imperium, met inbegrip van Brits Noord-Amerika. Veel van de slechte kwaliteit van vroege Amerikaanse drukken wordt toegeschreven aan oxidatie door zeewater die de lettervormen opliepen tijdens vervoer van Engeland naar Amerika. Caslon was een succesvol lettertype en werd gebruikt in vele historische documenten, met inbegrip van the U.S. Declaration of Independence. Na de dood van William Caslon verminderde het gebruik van zijn lettertypen, maar tussen 1840-1880 was er een heropleving tijdens de Britse Arts and Crafts beweging. Het ontwerp van Caslon wordt tegenwoordig nog algemeen gebruikt. In sommige landen gold een vuistregel onder drukkers en letterzetters dat tekst vanuit de Caslon werd gezet als er geen lettertype was gespecificeerd.
Daarbij moet wel de aantekening worden gemaakt, dat veel lettertypen, die nu met de naam "Caslon" worden aangeduid, soms weinig of (buiten de schreven en de naam) haast niets gemeen meer hebben met Caslons achttiende-eeuwse originelen.

## De eerste letters gesneden door Caslon
De eerste vermeldingen over William Caslon als lettergieter zijn te vinden in:
- Rowe More, Dissertation 1778
- John Nicols, Biographical and Litarary Anecdotes of William Bowyer 1782, p. 316 en volgenden
- John Nicols, Litarary Anecdotes, 1812-1815

De volgende twee auteurs baseerden zich geheel op de voorgaande publicaties:
- Reed Talbot Baines, A History of Old English Letter Foundries, 1897
- Daniel Berkeley Updike, Printing types, their History, forms and use, 1937

De eerste lettertypen die aan Caslon worden toegeschreven, zijn:
- Arabisch, dat werd gebruikt in een "Psalter" of spreukenboek, uitgegeven in 1725
- Hebreeuws, voor Works van John Selden uitgegeven in 1726
- Koptisch, voor de tweetalige Pentateuch van Dr. David Wilkins in Latijn en Hebreeuws in 1731

Over de eerste Latijnse lettertypen in romein en cursief die werden gesneden door Caslon zelf, is veel onduidelijkheid.
Geheel op eigen gezag schrijft Nicols: "he (Caslon) cut the beautiful fount of English which is used in printing Selden's Works 1726. Nicols beschouwt deze letter als superieur ten opzichte van de Nederlandse letters die in die tijd veel in Engelse boeken werden toegepast. Bij Rowe More is hierover geheel niets te vinden.
Nederlandse letter was in gebruik bij diverse vooraanstaande drukkerijen van die tijd. De Oxford University Press bezat de "Fell-types", deze letter was afkomstig van Voskens. En de Cambridge University Press had in januari 1698 in totaal 52 series letter uit Nederland ontvangen, alle gesneden door Van Dyck.. Maar al eerder in 1697 was voor de uitgave van Gratulatio Cantabrigiences een letter van Van Dyck gebruikt: namelijk "text" zowel het romein als het cursief. Letter van Van Dyck en Vosken is gevonden in: William Harison, Woodstock Park, Tonson, 1706.
In tegenstelling tot wat Nidols beweerde, is de cursief in Seldens Works gesneden door Van Dyck. De cursief komt overeen met Van Dycks Augustijn Cursijf in een letterproef uit 1681 van de weduwe van Daniel Elzevir. Deze vrouw had de lettergieterij van Van Dyck met alle punches en matrijzen overgenomen.
De romein, een Garamond, waarin het eerste deel en een groot stuk van het tweede deel is gezet, is gevonden in een letterproef van de Amsterdamse drukker Johannus Kannewet. Een exemplaar van deze letterproef berust in het British Museum, en maakt deel uit van de Bagford-collectie. Aangezien Bagford in 1716 overleed, kan deze letterproef 1715 of eerder worden gedateerd. Deze romein is ook gevonden in een letterproef van de weduwe van Voskens, en wordt daar aangeduid met: Groote Mediaan Romeyn.
Caslons letters werden het eerst gebruikt door William Bowyer in:
- 1725: romein en cursief, Pica-size, in: de noten bij Anacreon in Grieks en Latijn
- 1726: romein en cursief, Pica-size, in: Reliquæ Baxterianæ
- 1730: romein en cursief, English size, in het voorwoord van Richard Bakers Chronicles of the Kings of England. Het tekstdeel van dit boek is weer in Pica gezet

## Hot-metal versies voor machine zetsel
Naast de zeer vele Caslon-fonts die werden geleverd door lettergieterijen over de hele wereld, waren er matrijzen beschikbaar voor machine-zetsel. Elke drukkerij was daarmee in staat zelf letter te produceren naar behoefte.
De bekendste firma's zijn:
- Lanston Monotype, Philidelphia USA
- The Monotype Corporation Limited, Salfords, UK
- Linotype
- Intertype

Maar ook de volgende firma's hadden Caslon in hun programma:
- Ludlow Typograph Company, Chicago, Illinois, USA
- Typograph
- Monoline

### Ludlow Typograph Company, Chicago, Illinois, USA
Ludlow voerde een groot aantal Caslon-typen. De aanduiding tussen haakjes dat volgt op de naam, is het type-nummer.
- True-Cut Caslon (1-TC)
  - 8, 10, 12, 14, 18, 22, 24, 30, 36, 42, 48, 60, 72 punt
- True-Cut Caslon Italic (1-TCI)
  - 8, 10, 12, 14, 18, 22, 24, 30, 36, 42, 48, 60, 72 punt
- Caslon-Light (1-L)
  - 6, 8, 10, 12, 14, 18, 22, 24, 30, 36, 42, 48, 60, 72 punt
- Caslon-Light Italic (1-)
  - 6, 8, 10, 12, 14, 18, 22, 24, 30, 36, 42, 48, 60, 72 punt
- Calson Bold (1-B)
  - 6, 8, 10, 12, 14, 18, 22, 24, 30, 36, 42, 48, 60, 72 punt
- Caslon Bold Italic (1-BI)
  - 6, 8, 10, 12, 14, 18, 22, 24, 30, 36, 42, 48, 60, 72 punt

6, 8 en 10 punt op matrijzen voor romein
- Caslon Bold Condensed (1-BC)
  - 6, 8, 10, 12, 14, 18, 22, 24, 30, 36, 42, 48, 60, 72 punt
- Calson Bold Extra Condensed (1-BEC)
  - 12, 14, 18, 22, 24, 30, 36, 42, 48, 60, 72 punt
- Caslon Old Face Heavy (1-OFH)
  - 6, 8, 10, 12, 14, 18, 22, 24, 30, 36, 42, 48, 60, 72 punt

Dit lettertype werd in 1906 uitgebracht als handletter door Inland Type Foundry in St.Louis (VS) onder de naam: Heavy Caslon. In 1925 bracht Ludlow daarvan een kopieversie uit. Linotype deed hetzelfde in 1937.
- Caslon Heavy Italic (1-HE)
  - 14, 18, 22, 24, 30, 36, 42, 48, 60, 72 punt

### Lanston Monotype Philidelphia USA
De Amerikaanse Monotype firma had een zeer uitgebreid aanbod aan Caslon revivals. Medio 1934 waren de volgende lettertypen beschikbaar.
- English Caslon Old Style No. 37
  - 6, 7, 8, 9, 10, 11, 12 pica-punt: matrijzen voor machine-zetsel, romein en cursief, geen "swash"-kapitalen
- English Caslon Old Style No. 37
  - 14, 18, 24, 30, 36 pica-punt: matrijzen voor handzetsel, romein
- English Caslon Old Style Italic No. 371
  - 14, 18, 24, 30, 36 pica-punt: matrijzen voor handzetsel, romein
- Inland Caslon Old Style, no 137
  - 6, 8, 9, 10, 11, 12 pica-punt: matrijzen voor machine-zetsel, romein en cursief, geen "swash"-kapitalen
- Caslon Old Style No. 337
  - 7, 8, 9, 10, 11, 12 pica-punt: matrijzen voor machine-zetsel, romein en cursief, gewone en verlengde staartletters, kleine kapitalen, "swash"-kapitalen en speciale ligaturen
  - 14, 18 pica-punt: large-composition, romein en cursief
  - 14, 18, 24, 30, 36, 42, 48, 60, 72 pica-punt: matrijzen voor handzetsel, romein en cursief
- Caslon Old Style Italic No. 3371
  - 14, 18, 24, 30, 36, 42, 48, 60, 72 pica-punt: matrijzen voor handzetsel, cursief
- Caslon No. 437
  - 42, 48, 60, 72 pica-punt: matrijzen voor handzetsel, romein
- Caslon Italic No. 4371
  - 42, 48, 60, 72 pica-punt: matrijzen voor handzetsel, cursief
- New Caslon No. 537
  - 14, 18, 24, 30, 36 pica-punt: matrijzen voor handzetsel, romein
- New Caslon Italic No. 5371
  - 14, 18, 24, 30, 36 pica-punt: matrijzen voor handzetsel, romein
- Caslon Bold No. 79
  - 5, 6, 7, 8, 9, 10, 11, 12 pica-punt: matrijzen voor machine-zetsel, romein, verlengde staartletters g j p q y in: 6, 8, 10 en 12 pt
  - 14, 18 pica-punt: large composition
  - 14, 18, 24, 30, 36, 42, 48, 60, 72 pica-punt: matrijzen voor handzetsel
- Caslon Bold Italic No. 79
  - 5, 6, 7, 8, 9, 10, 11, 12 pica-punt: matrijzen voor machine-zetsel, cursief, verlengde staartletters g j p q y in: 6, 8, 10 en 12 pt
  - 14, 18, 24, 30, 36, 42, 48, 60, 72 pica-punt: matrijzen voor handzetsel, cursief
- Condensed Caslon No. 113J
  - 5, 6, 8, 10, 12 pica-punt, matrijzen voor machine-zetsel, romein
  - 14, 18, 24, 30, 36 pica-punt: matrijzen voor handzetsel, romein
- Caslon Old Roman No. 78
  - 6, 8, 10, 12 pica-punt, matrijzen voor machinezetsel, romein
  - 14, 18, 24, 30, 36 pica-punt, matrijzen voor handzetsel, romein
- Caslon Old Roman Italic No. 781
  - 6, 8, 10, 12 pica-punt, matrijzen voor machinezetsel, cursief
  - 14, 18, 24, 30, 36 pica-punt, matrijzen voor handzetsel, cursief
- Caslon Show Title No. 379
  - enkel 26 kapitalen en: & , .

### The Monotype Corporation ltd in Salfords UK
In Engeland werden diverse Caslon-revivals uitgebracht onder de nummers Series 20, 45 en 128 met de daarbij horende series 209:
- Series 20, Old Face (special)

Reeds in 1903 werd een Caslon-revival uitgebracht door Monotype, om de concurrentie aan te gaan met de vele lettergieterijen die een "Caslon" in hun programma hadden. Bruce Rogers van de Cambridge University Press meldde in 1917 hierover: dat series 20 een zeer nauwkeurige benadering was van Caslon Old face'. Series 20 was beschikbaar in 7 grootten, van 6.5 punt Pica tot 12 punt Pica. Voor de boekontwerper had dit lettertype echter het nadeel, dat het gebaseerd was op slechts een enkel origineel in een corps. In 1967 werd deze letter uit productie genomen.
- series 45, Old Face Standard
- series 45, ontwerp: 1906, uit de handel genomen in 1967.

In 1906 werd een nieuwe poging ondernomen met Series 45. Daarbij werd Series 20 als uitgangspunt genomen, en probeerde men te streven naar zo veel mogelijk uniformiteit binnen het ontwerp. Dit font had maar weinig succes. In 1914 werden door de Cambridge University Press drie grootten aangeschaft, toch was men daar weinig tevreden met een letter, die helemaal ontworpen was voor machine-zetsel. Liever had men een letter, die eruitzag alsof de pagina's met de hand gezet waren. In 1915 werd ook Series 20 door de Cambridge University Press aangeschaft, en deze letter had de voorkeur van Bruce Rogers. Hij gebruikte deze letter voor zijn ontwerp van de eerste 5 delen van "New Shakespeare.
- series 128 en 209, Caslon & Caslon Titling

Veel werk werd in Engeland nog altijd met de hand gezet, aangezien boekontwerpers Caslon als lettertype voorschreven. Er was bij uitgevers en drukkers grote behoefte aan een letter, waarmee teksten ook machinaal konden worden gezet. Series 101, Imprint werd als te regelmatig en te modern door de handel afgewezen. De firma R. & R. Clark te Edinburgh, waar de boeken van George Bernard Shaw werden uitgegeven, drong bij Monotype erop aan, dat er snel een Caslon beschikbaar zou komen, die voor hand-letter kon doorgaan. Deze Ierse schrijver stond erop, dat zijn boeken in een Caslon gedrukt werden. Dit werd uiteindelijk: Series 128, Caslon romein/cursief, ontwerp: 1915
De haast, waarmee deze serie werd uitgebracht, maakte dat Stanley Morison later heel wat had aan te merken op de uitvoering van deze letter. De hoofdletter T wijkt af van het origineel van Caslon, ook andere letters zoals de "g" en de "g" zijn haast niet te herkennen als Caslon. Het alfabet als geheel paste wel goed bij elkaar. Daarnaast werden er zeer veel sierletters en swash-kapitalen uitgebracht, en dat was een van de grote attracties van dit letterontwerp.
Het eerste boek dat in deze letter werd gedrukt door R. & R. Clark was van J. W. Fortescue, History of the British Army voor de uitgeverij Macmillan, nadat al een aantal delen met de hand gezet waren. Ook de Cambridge University Press schakelde over op series 128: voor de uitgave van New Shakespeare. Vanaf het vijfde deel is deze uitgave helemaal gegoten en gedrukt in series 128.
Voor drukkerijen was dit een bijzonder dure letter. Elk corps had een eigen matrijzenraam-indeling plus bijbehorende wig, die ook apart voor dit lettertype per corps moest worden aangeschaft en voor geen ander lettertype te gebruiken was. Bijgevolg moest voor elk corps nog extra uitrusting worden aangeschaft. Namelijk: een set van twee toetsen-stang-ramen en het telmechanisme voor de wig.
Series 128 was in 11 grootten beschikbaar voor gieten in zetsel-verband, daarnaast waren er 10 grootten beschikbaar voor het gieten van handletter op de "super-caster".

## Recente digitale versies
Recente digitale versies worden verhandeld door Adobe en door H.W. Caslon & Co, die het originele ontwerp van William Caslon goed volgen. Weliswaar met toevoeging van "ct" en "st" ligaturen die niet in het origineel worden aangetroffen.
Het graf van William Caslon is te vinden op het kerkhof van St Luke Old Street, Londen.